# Laerte do Vando
Laerte Leandro de Araújo Fernandes (Monte Santo, 23 de maio de 1992), mais conhecido como Laerte do Vando, é um político brasileiro.
Filho do ex-deputado estadual e ex-prefeito de Monte Santo, Edivan Fernandes de Almeida, Vando e de Maria Almerinda de Araújo Fernandes. Eleito vereador em 2012 com 1.343 votos (4,56%) para a legislatura 2013-2017, reeleito em 2016 com 1.435 votos (4,61%) para a legislatura 2017-2021. Candidato a deputado estadual em 2018, é eleito pela Coligação Bahia Livre (PSC, PTB, PPL), para o período 2019-2023.